# 卡斯人

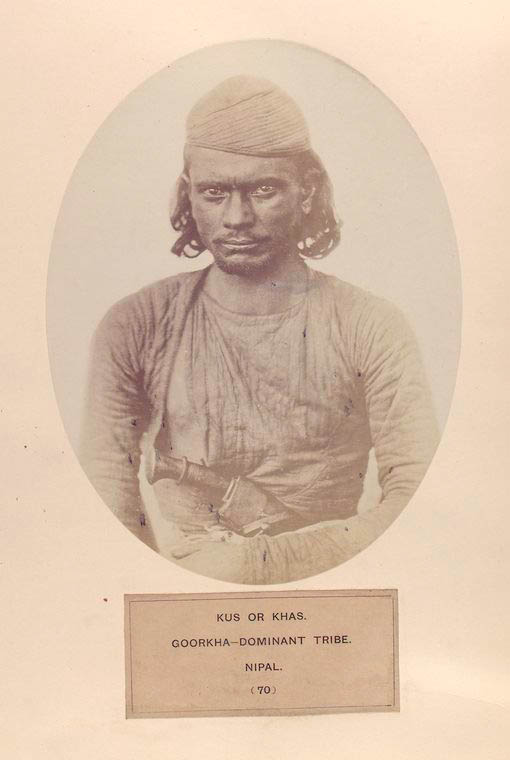
尼泊爾的卡斯人

卡斯人（羅馬化：Khasa）是尼泊尔的印度教民族，分布于克什米尔至不丹之间，多数分布于北阿坎德邦、喜马偕尔邦、北方邦、阿薩姆邦、尼泊尔、西孟加拉邦北方、大吉嶺，以及锡金，主要是指尼泊爾西部和库马盎专区說卡斯庫拉語的印度教民族。
他们也是雅利安人的一支，体質与塔吉克人相似。他们在公元前1000年進入尼泊尔西方，以养牛种地为生。他们虽然也是雅利安人，但因没固定信仰也不遵守種姓制度很多規定，平原印度教徒不喜歡他們。種姓地位与首陀罗差不多。但在12-15世紀大量印度教徒湧入尼泊尔西方，使他们被同化（大部分授予切特里種姓）。他们在沙阿王朝統一全国时向东前进，成为尼泊尔主体民族（40－45%）。他們語言卡斯庫拉語（尼泊爾語）也是尼泊爾國語。
他們曾長期是尼泊爾軍隊與警察的主力。

## 現代

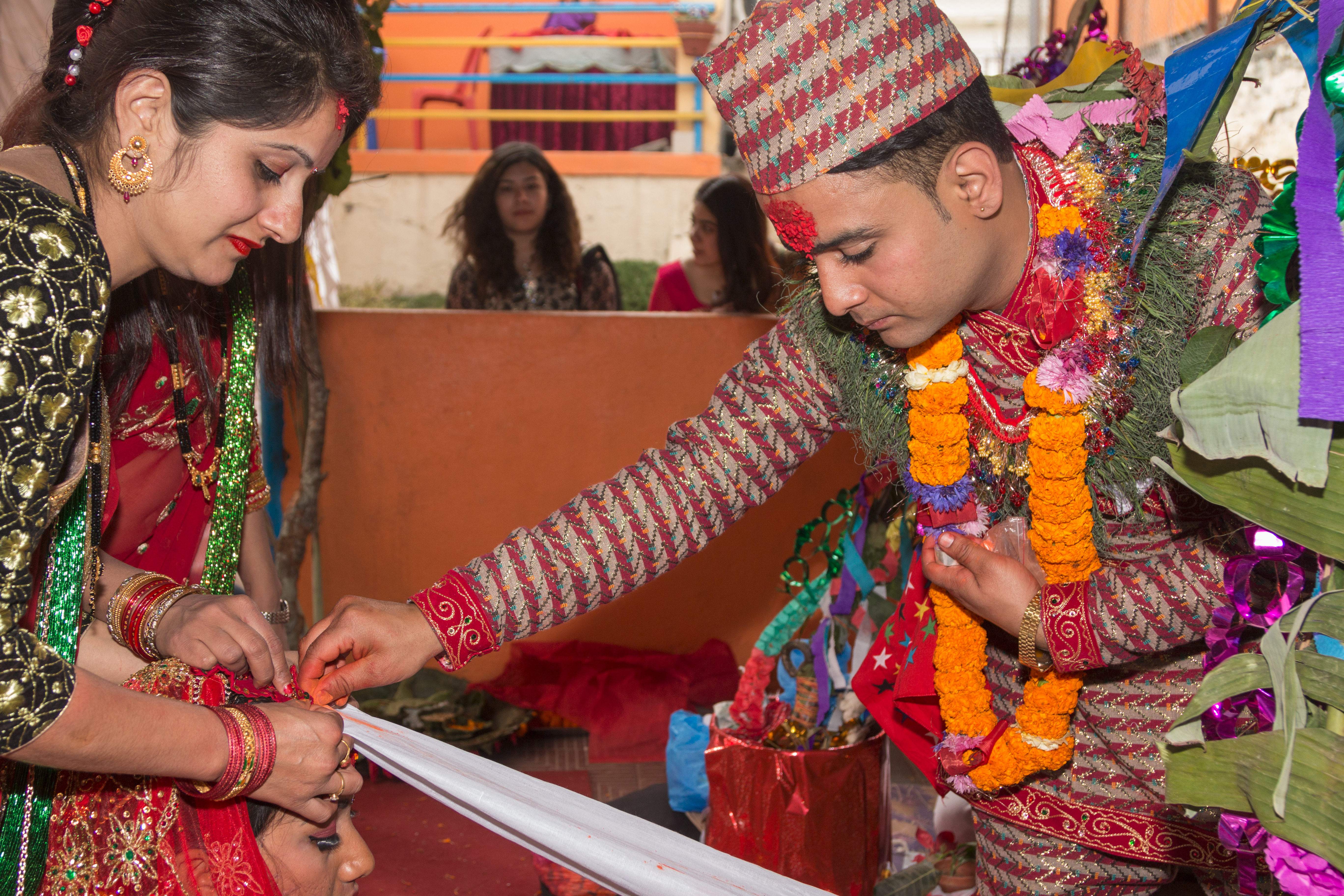
尼泊爾的卡斯人印度教婚禮
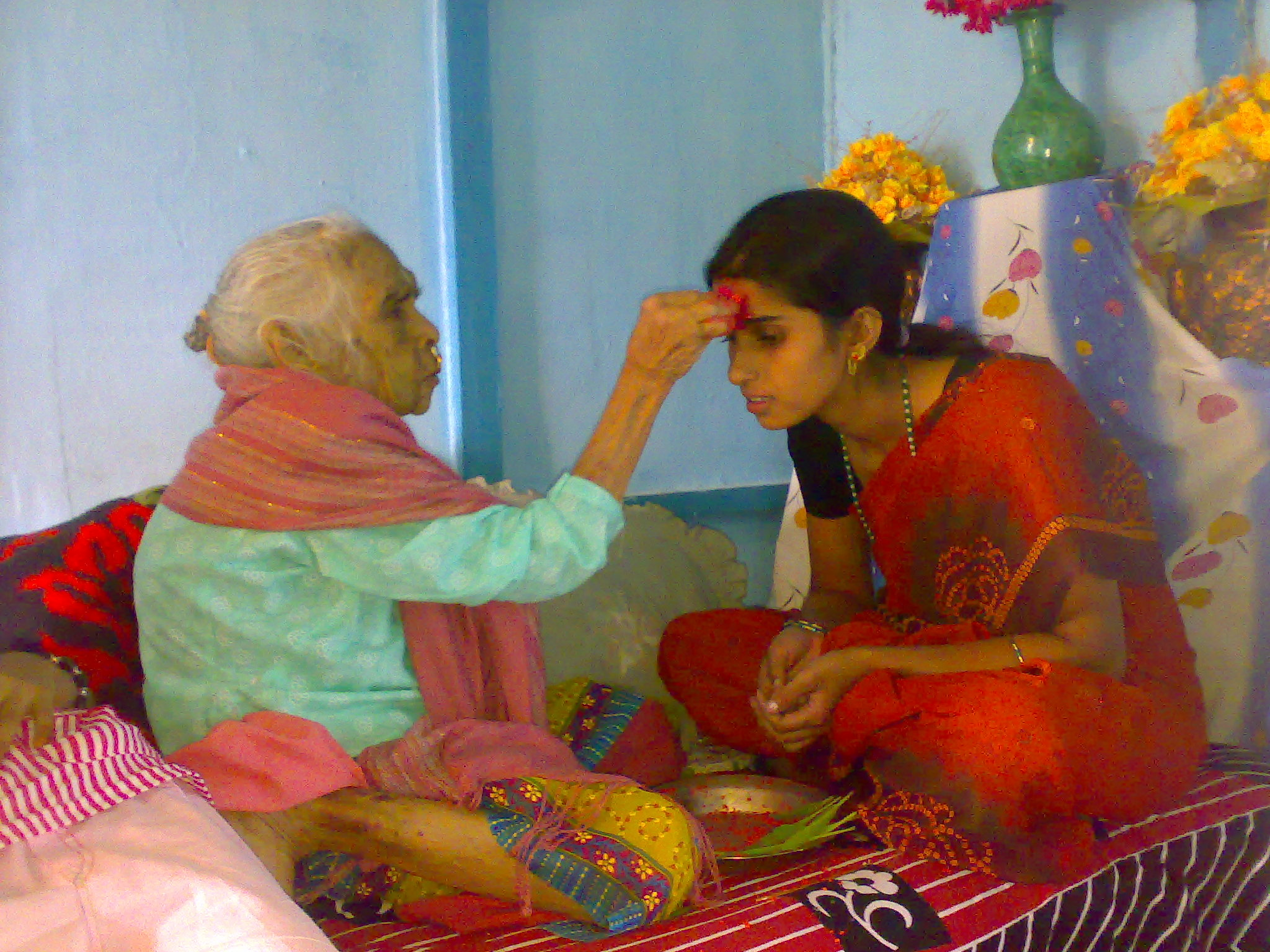
德赛节中，長者在向年輕人賜予Tika
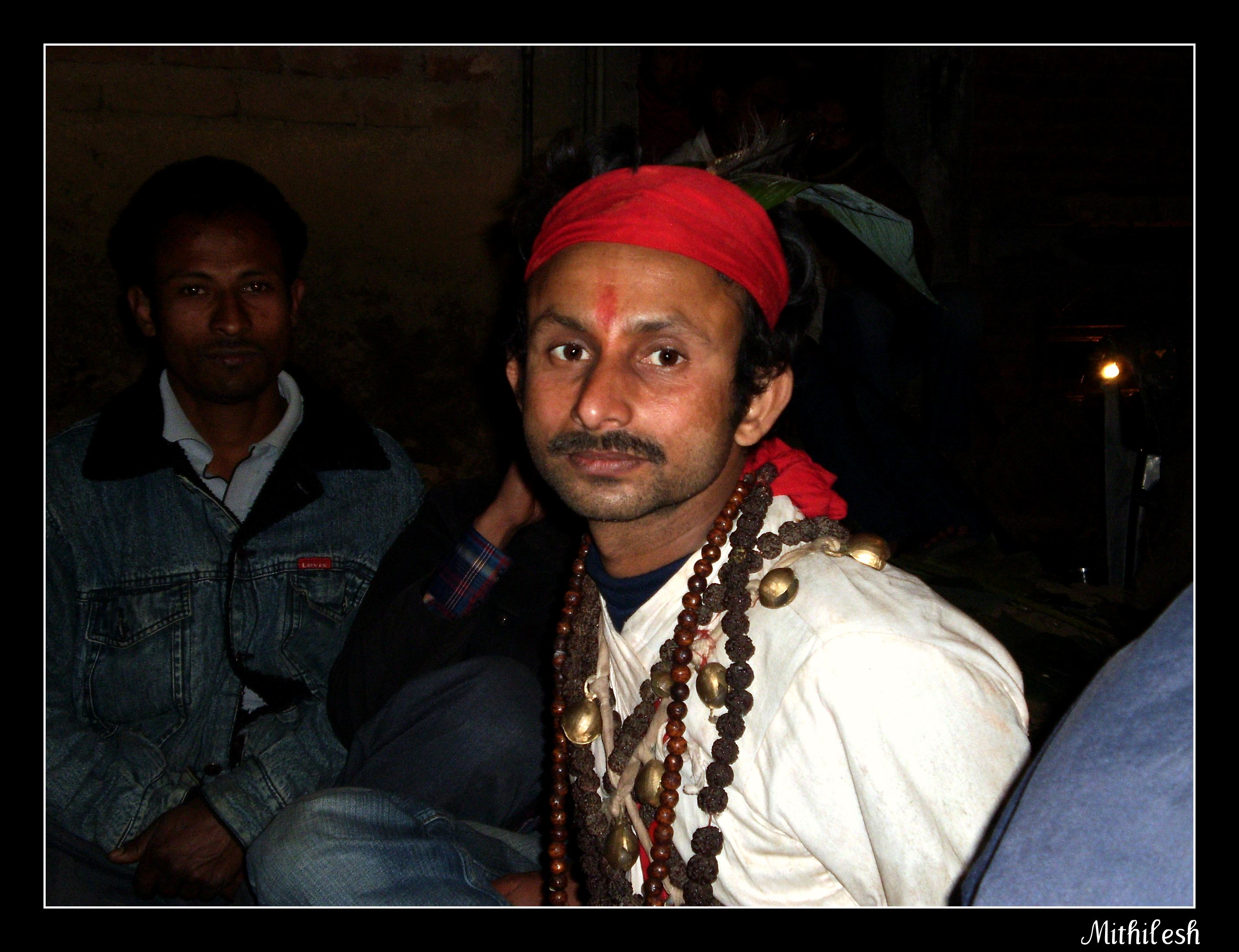
生活在印度大吉嶺卡斯人中的一位Jhakri

由於他們信印度教前受平原印度教徒鄙夷，所以大多數現代卡斯人不會把自己稱作卡斯而用種姓稱呼自己（巴洪、切特里、塔庫里）。根據尼泊爾憲法的定義卡斯雅利安人包括婆羅門，切特里，塔庫里和桑耶西社區，但不包括不可接觸者。